# Eois ignefumata
Eois ignefumata là một loài bướm đêm trong họ Geometridae.